# اتحادیه دو و میدانی مجارستان
اتحادیه دو و میدانی مجارستان (مجاری: Magyar Atlétikai Szövetség) سازمان اداره کننده ورزش دو و میدانی در کشور مجارستان است.
این فدراسیون که در سال ۱۸۹۷ تأسیس شده مقر آن در شهر بوداپست قرار دارد.